# Manuel Correia Dantas
Manuel Correia Dantas foi um usineiro e político brasileiro.
Político sergipano da República Velha, foi presidente do Estado de Sergipe de 30 de janeiro de 1927 a 17 de outubro de 1930. Antes havia sido deputado estadual, e presidente da Assembléia Legislativa, quando assumiu interinamente o governo do Estado antes da eleição de Ciro Franklin de Azevedo e de novo após sua morte. Manuel Dantas foi deposto já no final do mandato quando da Revolução de 1930.
Era pai do jornalista e empresário Orlando Vieira Dantas.